# الحسيني سمير
الحسيني سمير هو لاعب كرة سلة معتزل مصري لعب لنادي الزمالك ومنتخب مصر.

## مشواره
أنضم الحسيني سمير إلى فريق الناشئين بنادي الزمالك في عمر ال16 ثم أصبح لاعب في الفريق الأول في عام 1996 واستمر بالنادي حتى موسم 2014-2015.